# Thug Life: Volume 1
Thug Life: Volume 1 is het debuutalbum van de groep Thug Life, opgericht door rapper 2Pac, en is uitgebracht op 26 september 1994. Het album werd oorspronkelijk uitgebracht door 2Pacs label Out Da Gutta Records. Als gevolg van zware kritiek op gangsta rap op het moment, is de oorspronkelijke versie van het album geschrapt en opnieuw opgenomen waarvan veel van de originele songs er uit zijn geknipt. Er is gezegd dat 2Pac twee andere versies van dit album heeft gemaakt, waarvan veel van de resterende nummers onuitgebracht zijn gebleven.

## Tracklist
| Nummer | Titel                                            | Artiest                                         | Producer(s)         | Duur |
| ------ | ------------------------------------------------ | ----------------------------------------------- | ------------------- | ---- |
| 1      | "Bury Me a G" (feat. Natasha Walker)             | 2Pac/Mopreme Shakur/Rated R/Big Syke/Macadoshis | Thug Music          | 4:58 |
| 2      | "Don't Get It Twisted"                           | Mopreme Shakur/Rated R/Macadoshis               | Jay, Mopreme        | 3:19 |
| 3      | "Shit Don't Stop" (feat. Y.N.V.)                 | 2Pac/Mopreme Shakur/Rated R/Big Syke/Macadoshis | Thug Music          | 3:46 |
| 4      | "Pour Out a Little Liquor"                       | 2Pac                                            | Johnny "J"          | 3:29 |
| 5      | "Stay True" (feat. Stretch)                      | 2Pac/Mopreme Shakur                             | Thug Music          | 3:09 |
| 6      | "How Long Will They Mourn Me?" (feat. Nate Dogg) | 2Pac/Rated R/Big Syke/Macadoshis                | Nate Dogg, Warren G | 3:52 |
| 7      | "Under Pressure" (feat. Stretch)                 | 2Pac                                            | Thug Music          | 4:32 |
| 8      | "Street Fame"                                    | Mopreme Shakur/Rated R/Big Syke                 | Stretch             | 4:00 |
| 9      | "Cradle to the Grave"                            | 2Pac/Mopreme Shakur/Rated R/Big Syke/Macadoshis | Big Syke, Jay       | 6:13 |
| 10     | "Str8 Ballin'"                                   | 2Pac                                            | Easy Mo Bee         | 5:04 |